# Svenstrup, Ålborgs kommun
Svenstrup är en tätort i Ålborgs kommun i Region Nordjylland i Danmark. Tätorten har 7 861 invånare (2024). Den ligger på Jylland, cirka 9 kilometer sydväst om Ålborg.